# رايموند هنتر
رايموند هنتر (23 ديسمبر 1947 في نيوزيلندا - ) (بالإنجليزية: Raymond Hunter)‏ هو لاعب كريكت نيوزلندي.

## وصلات خارجية
- رايموند هنتر على موقع إي آس بي آن كريك إنفو (الإنجليزية)